# Aleksandrov (Oblast' di Vladimir)
Aleksandrov in russo Александров? è una città della Russia sita nell'Oblast' di Vladimir, centro amministrativo del distretto omonimo. Costruita sulle rive del fiume Seraja (affluente della Kljaz'ma), nella zona delle alture di Mosca, dista 125 km da Vladimir e 120 km da Mosca.

## Storia
La prima menzione della città risale a un ukaz del XIV secolo di Ivan I di Russia, ove la stessa viene chiamata Aleksandrovskaja Sloboda. Anche se è molto probabile che tale nome derivi dalla tradizione russo-ortodossa, la sua origine rimane incerta. Nel 1513, appena fuori dal centro abitato, fu realizzato per ordine del Gran Principe Basilio III un palazzo circondato da un largo giardino, tanto che la città venne in seguito chiamata la "Versailles russa".
Luogo di villeggiatura venatoria dei sovrani di Moscovia dal 1564 fino al 1581 fu la residenza fuori Mosca in cui Ivan IV di Russia passava più spesso il proprio tempo. In questo luogo morì nel 1553 il suo figlio primogenito Dmitrj, affogando nelle acque della Sjerna; ivi rimase per tre mesi (dal dicembre del 1564 al febbraio dell'anno successivo) nel periodo in cui lasciò Mosca minacciando nobili e clero di abdicare e facendo diventare Aleksandrovskaja Sloboda il centro di fatto del potere politico russo. Anche successivamente la città mantenne la propria importanza quale residenza di caccia degli zar.
Nel 1778 l'abitato acquisì lo status di città e cambiò il proprio nome in Aleksandrov. Nel 1788 la zarina Caterina II approvò un piano di infrastrutture che permise alla città di essere più facilmente collegata con Mosca. Dal 1870 al centro della via che collegava la capitale dell'Impero con Jaroslavl' la città si ingrandì sensibilmente nel XX secolo. Dalla fine del XIX si sviluppò al suo interno una fiorente industria tessile.

## Monumenti
Aleksandrov è tutt'oggi un luogo rinomato del turismo russo perché in essa si sono conservati numerosi monumenti storici, in particolare luoghi di culto (la cittadina appartiene al cosiddetto Anello d'oro). Qui è inoltre conservato il trono d'avorio di Ivan il Terribile. Oggi il luogo ove originariamente sorgeva l'abitato di Aleksandrovskaja Sloboda è occupato da un convento femminile.

## Società

### Evoluzione demografica
Fonte: mojgorod.ru
- 1897: 6.800
- 1939: 27.700
- 1959: 36.700
- 1979: 60.400
- 1989: 68.200
- 2007: 63.400

## Galleria d'immagini

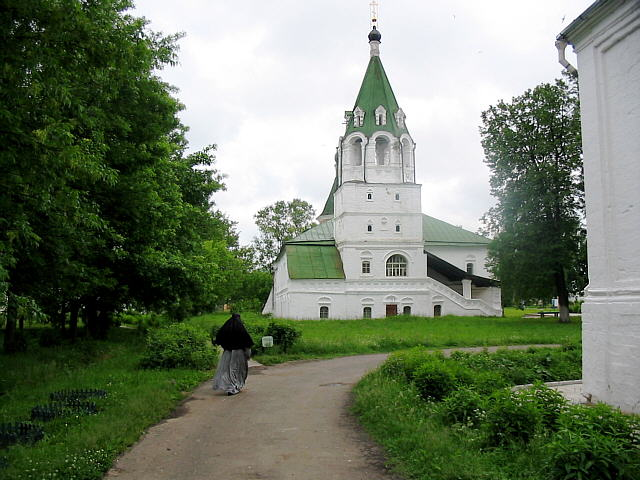
Il monastero femminile di Aleksandrovskaja Sloboda
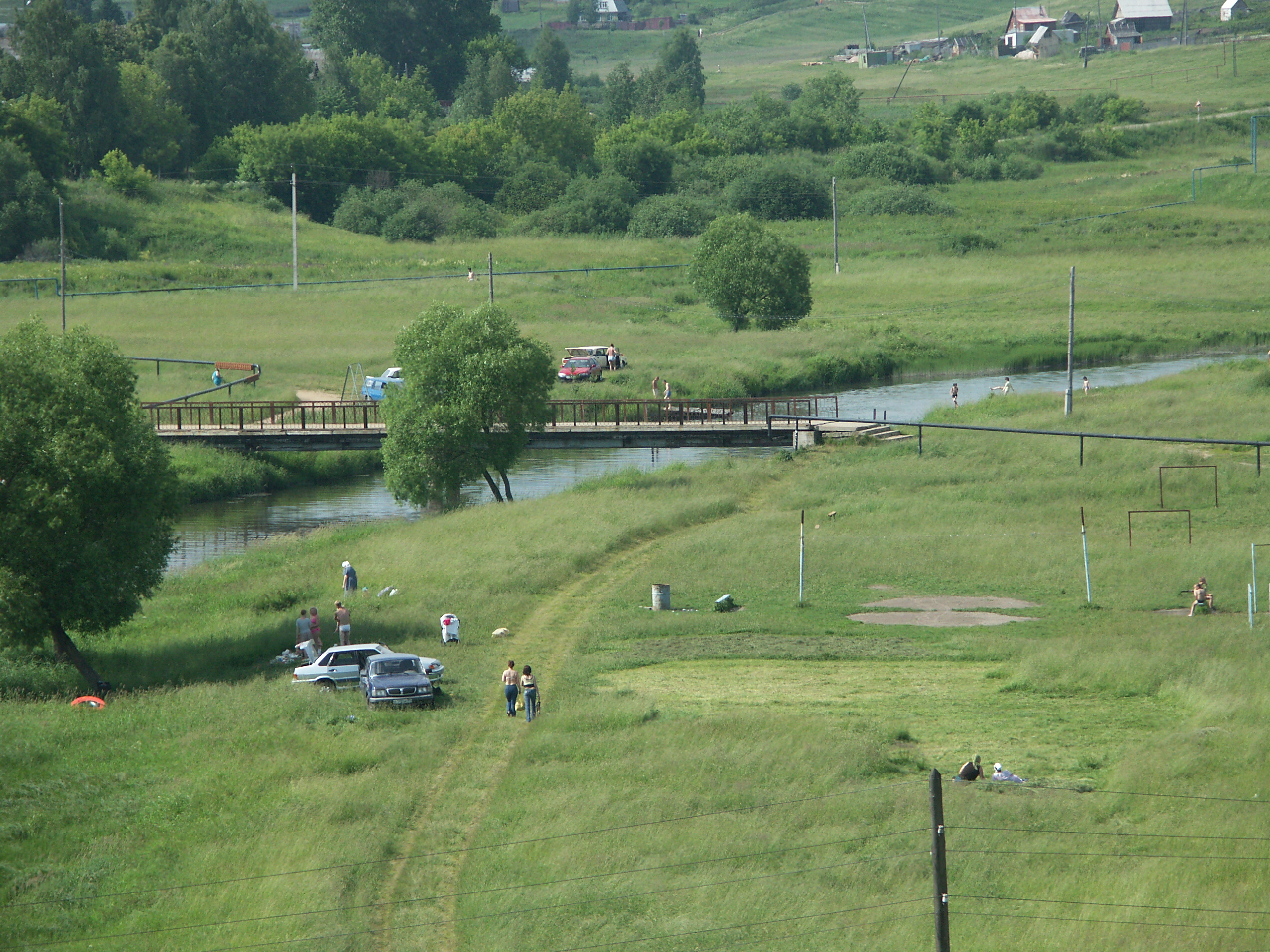
La campagna nei pressi dell'abitato